# دات ریچاردسون
دات ریچاردسون (انگلیسی: Dot Richardson؛ زادهٔ ۲۲ سپتامبر ۱۹۶۱) بازیکن سافت‌بال اهل ایالات متحده آمریکا بود.